# Crna bunika
Crna bunika (lat. Hyoscyamus niger) otrovna je jednogodišnja ili dvogodišnja biljka iz porodice Solanaceae. Raste širom Europe, u sjevernoj Africi te Aziji. Sadrži otrovne alkaloide hioscijamin, atropin i skopolamin, najviše u korijenu.

## Povijest
Crna je bunika kroz povijest korištena za dobivanje anestetika, te u magijske svrhe, najčešće u kombinaciji s velebiljem, kužnjakom i mandragorom. Korištenje je biljke zabilježeno već kod Plinija i Dioskorida. Prije hmelja korištena je za aromatiziranje piva.